# Stoewer Greif V8
Der Stoewer Greif V8 – benannt nach dem Stadtwappen des Herstellungsortes Stettin – ist ein Pkw der oberen Mittelklasse, den die Stoewer-Werke AG, vormals Gebr. Stoewer, 1934 als Nachfolger des Typs Marschall herausbrachten. Wie die kleineren Modelle der Marke hatte der Wagen im Gegensatz zu seinem Vorgänger Frontantrieb und unabhängig aufgehängte Räder.
Der von Bernhard Stoewer konstruierte elegante Vorserienwagen wurde bereits 1933 auf der Berliner Automobilausstellung gezeigt, ging aber mit seinem 2-Liter-Motor nicht in Serie.
Das Serienfahrzeug hatte einen 8-Zylinder-V-Motor mit 2,5 Litern Hubraum und stehenden Ventilen, der 55 PS entwickelte. Der Motor war vorne eingebaut und trieb über ein 4-Gang-Getriebe die Vorderräder an. Diese waren an zwei Querblattfedern aufgehängt, die Hinterräder an Längsschwingarmen mit liegend eingebauten Schraubenfedern. Die Karosserie war konservativ gestaltet und ließ den Pfiff bisheriger Stoewer-Konstruktionen vermissen.
Ein Jahr später erschien ein Sport-Cabriolet mit leistungsgesteigertem Motor (57 PS). Von allen Ausführungen entstanden bis 1937 nur 825 Stück.
1937 ersetzte der sechszylindrige Stoewer Arkona die V8-Typen.

## Technische Daten
| Typ                   | Greif V8               | Greif V8 Sport-Cabriolet |
| Bauzeitraum           | 1934–1937              | 1935–1937                |
| Aufbauten             | T4, L4, Cb2            | R2                       |
| Motor                 | 8-Zyl.-V-Motor, 4-Takt | 8-Zyl.-V-Motor, 4-Takt   |
| Ventile               | stehend (sv)           | stehend (sv)             |
| Bohrung × Hub         | 69,5 mm × 82 mm        | 69,5 mm × 82 mm          |
| Hubraum               | 2489 cm³               | 2489 cm³                 |
| Leistung (PS)         | 55                     | 57                       |
| Leistung (kW)         | 40                     | 42                       |
| Verbrauch             | 15 l/100 km            | 15 l/100 km              |
| Höchstgeschwindigkeit | 110 km/h               | 120 km/h                 |
| Leergewicht           | 1250 kg                | 1180 kg                  |
| Zul. Gesamtgewicht    | 1700 kg                | 1600 kg                  |
| Elektrik              | 6 Volt                 | 6 Volt                   |
| Länge                 | 4250 mm                | 4000 mm                  |
| Breite                | 1650 mm                | 1650 mm                  |
| Höhe                  | 1650 mm                | 1600 mm                  |
| Radstand              | 3000 mm                | 2750 mm                  |
| Spur vorne/hinten     | 1260 mm/1280 mm        | 1350 mm/1370 mm          |
| Wendekreis            | 12,5 m                 | 12 m                     |

- T4 = 4-türiger Tourenwagen
- L4 = 4-türige Limousine
- Cb2 = 2-türiges Cabriolet
- R2 = 2-türiger Roadster